# Zosteria lineata
Zosteria lineata är en tvåvingeart som beskrevs av Daniels 1987. Zosteria lineata ingår i släktet Zosteria och familjen rovflugor. Inga underarter finns listade i Catalogue of Life.